# Austroargiolestes calcaris
Austroargiolestes calcaris е вид водно конче от семейство Megapodagrionidae. Видът не е застрашен от изчезване.

## Разпространение
Разпространен е в Австралия (Виктория и Нов Южен Уелс).

## Описание
Популацията на вида е стабилна.